# Liste der Naturdenkmale in Quirnbach/Pfalz
Die Liste der Naturdenkmale in Quirnbach/Pfalz nennt die im Gemeindegebiet von Quirnbach/Pfalz ausgewiesenen Naturdenkmale (Stand 27. April 2024).

## Naturdenkmale
| Nr.         | Bezeichnung        | Lage                        | Beschreibung | Bild                                    |
| ----------- | ------------------ | --------------------------- | ------------ | --------------------------------------- |
| ND-7336-412 | Linde in Quirnbach | Mühlstraße, bei Nr. 2a Lage | Tilia sp.    | Direkt Bild zu diesem Denkmal hochladen |